# Saulxerotte
Saulxerotte ist eine französische Gemeinde mit 101 Einwohnern (Stand 1. Januar 2022) im Département Meurthe-et-Moselle in der Region Grand Est (vor 2016 Lothringen). Die Gemeinde liegt im Arrondissement Toul, ist Teil der Communauté de communes du Pays de Colombey et du Sud Toulois und gehört zum Kanton Meine au Saintois.

## Geographie
Saulxerotte liegt etwa 33 Kilometer südwestlich von Nancy.
Das Gemeindegebiet von Saulxerotte wird fast vollständig von Favières umschlossen. Im Nordwesten hat Saulxerotte zudem eine Gemeindegrenze zu Selaincourt.

## Einwohner
| 1962                       | 1968 | 1975 | 1982 | 1990 | 1999 | 2006 | 2019 |
| -------------------------- | ---- | ---- | ---- | ---- | ---- | ---- | ---- |
| 69                         | 56   | 59   | 50   | 71   | 80   | 60   | 101  |
| Quellen: Cassini und INSEE |      |      |      |      |      |      |      |

## Sehenswürdigkeiten
- Kirche Saint-Maurice aus dem 15. Jahrhundert
- Kapelle Sainte-Claire

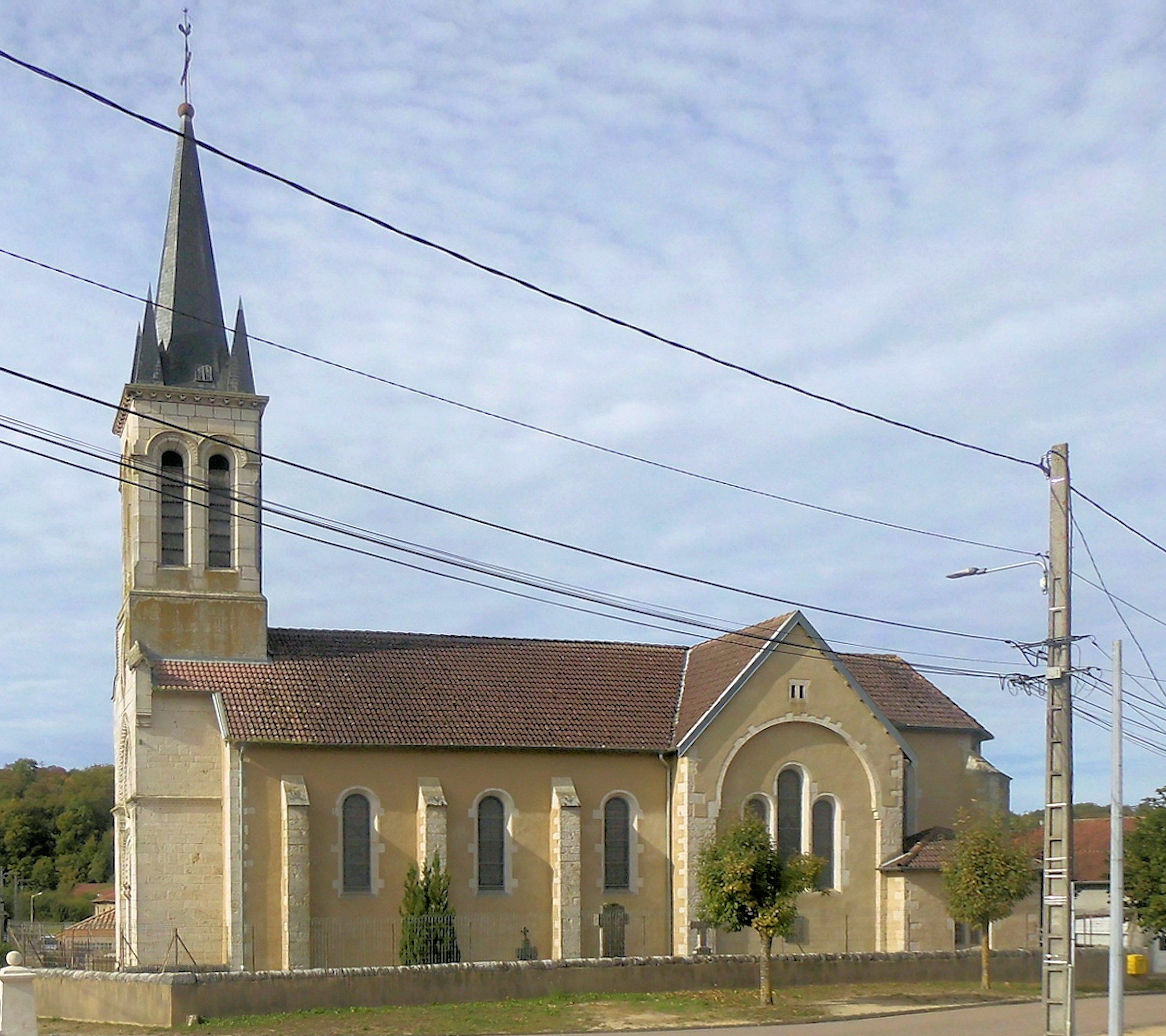
Kirche Saint-Maurice
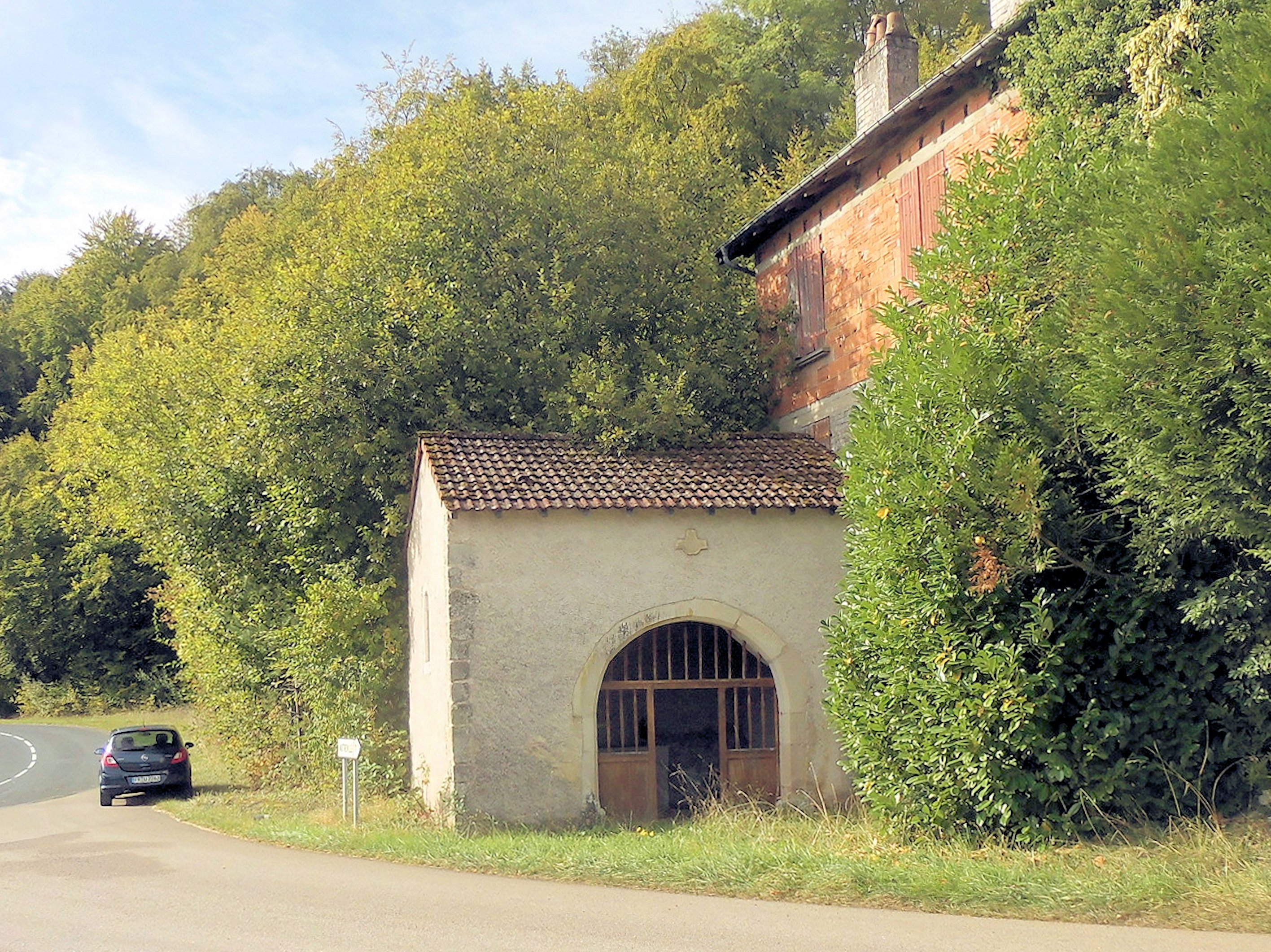
Kapelle Sainte-Claire